# Etna (ascension cycliste)
Pour les articles homonymes, voir Etna (homonymie).
L'Etna est emprunté pour des courses cyclistes, notamment le Tour d'Italie. Bien que le volcan culmine à 3 330 mètres, l'arrivée de l'ascension cycliste est fixée à 1 921 mètres d'altitude, au refuge Sapienza.

## Description
L'ascension est possible depuis quatre points de départ différents : Nicolosi, Pedara, Piano San Leo et Zafferana.

## Tour d'Italie
Le Tour d'Italie est arrivée quatre fois sur l'Etna via le refuge Sapienza. La première fois, ce fut en 1967 avec le succès de l'Italien Franco Bitossi lors de la 7e étape. Ensuite, le Giro est revenu 22 ans plus tard avec la victoire d'Acácio da Silva pour l'arrivée de la 2e étape. Pour la troisième arrivée, Alberto Contador avait franchi la ligne en premier mais son déclassement donne la victoire de la 9e étape en 2011 à José Rujano. 
En 2017, pour l'arrivée de la 4e étape du Giro 2017 à l'issue d'un parcours de 181 km depuis Cefalù, la montée finale fut classée en première catégorie. Au terme de l'étape, Jan Polanc s’imposait à la suite d’une longue échappée. Dans le groupe des favoris, seul Ilnur Zakarin parvenait à s'extirper dans le dernier kilomètre pour prendre une mince avance. Bob Jungels, lui aussi dans le groupe des favoris, s'emparait du maillot rose de leader.
Le giro fit son retour un an après à l'arrivée de la 6e étape. C'est Esteban Chaves, échappé, qui remportait cette étape juste devant son coéquipier Simon Yates, le Britannique ravissant du même coup le maillot rose à Rohan Dennis. Simon Yates était parvenu à fausser compagnie aux autres leaders (Thibaut Pinot, Tom Dumoulin, Christopher Froome) à 1,5 km de l'arrivée.
La montée de l'Etna était à l'arrivée de la 3e étape du Giro 2020, étape remportée par Jonathan Caicedo. L'Etna était de retour pour l'arrivée de la 4e étape du Giro 2022, étape gagnée par Lennard Kämna.

## Autres courses
Les pentes de l'Etna sont également empruntées à l'occasion du Tour de Sicile, et peuvent être le juge de paix de cette course par étapes. Guillaume Martin, en 2019, et Damiano Caruso, en 2022, s'y sont imposés en solitaire.